# Bredemeyera kunthiana
Bredemeyera kunthiana är en jungfrulinsväxtart som först beskrevs av A. St.-hil., och fick sitt nu gällande namn av Kl. och Alfred William Bennett. Bredemeyera kunthiana ingår i släktet Bredemeyera och familjen jungfrulinsväxter. Inga underarter finns listade i Catalogue of Life.